# Baba Rahman
Baba Abdul Rahman (ur. 2 lipca 1994 w Tamale) – ghański piłkarz, występujący na pozycji obrońcy w greckim klubie PAOK FC oraz w reprezentacji Ghany. Srebrny medalista Pucharu Narodów Afryki 2015. Półfinalista Pucharu Narodów Afryki 2017. Uczestnik Mistrzostw Świata 2022.

## Kariera klubowa
Rahman rozpoczął swoją karierę piłkarską w zespole grającym w drugiej lidze Ghany, Dreamz FC. Rok później, po dobrych występach, przeniósł się do pierwszoligowego Asante Kotoko. W 2012 roku został zawodnikiem beniaminka Bundesligi, SpVgg Greuther Fürth. Po dwóch latach gry w Fürth, odszedł do Augsburga.
W sierpniu 2015 podpisał kontrakt z mistrzem Anglii, Chelsea. 2 sierpnia 2016 roku został wypożyczony do niemieckiego klubu FC Schalke 04. Natomiast 30 stycznia 2019 roku trafił do Stade de Reims również na wypożyczenie.